# Carlo di Viana
Carlo di Trastamara, o Carlo di Viana o Carlo IV di Navarra (Peñafiel, 29 maggio 1421 – Barcellona, 23 settembre 1461), fu principe di Viana e duca di Gandia dal 1439 al 1461 e principe di Gerona e duca di Montblanc dal 1458 al 1461. Fu anche re titolare o pretendente al regno di Navarra dal 1441 alla sua morte: dopo alterne vicende fu riconosciuto come re effettivo solo negli ultimi tre mesi della sua vita.

## Origini familiari[2][3][4][5][6]
Figlio primogenito del principe di Castiglia e León e d'Aragona, duca di Peñafiel e futuro re di Navarra, della corona d'Aragona e di Sicilia Giovanni II (figlio terzogenito del principe di Castiglia e León, e re della corona d'Aragona e di Sicilia Ferdinando e di Eleonora d'Alburquerque) e della sua prima moglie, la ex regina consorte di Sicilia e futura regina di Navarra Bianca di Navarra, figlia terzogenita del re di Navarra, conte d'Évreux e duca di Nemours Carlo III di Navarra detto il Nobile e di Eleonora Enriquez, figlia secondogenita del re di Castiglia e León Enrico II di Trastamara e di Giovanna Manuele figlia ultimogenita dello scrittore e uomo politico, Giovanni Manuele di Castiglia, duca di Penafiel (discendente di Ferdinando III di Castiglia, che era suo nonno, mentre Alfonso X di Castiglia era suo zio) e della sua terza moglie, Bianca de la Cerda (1311-1347).

## Biografia

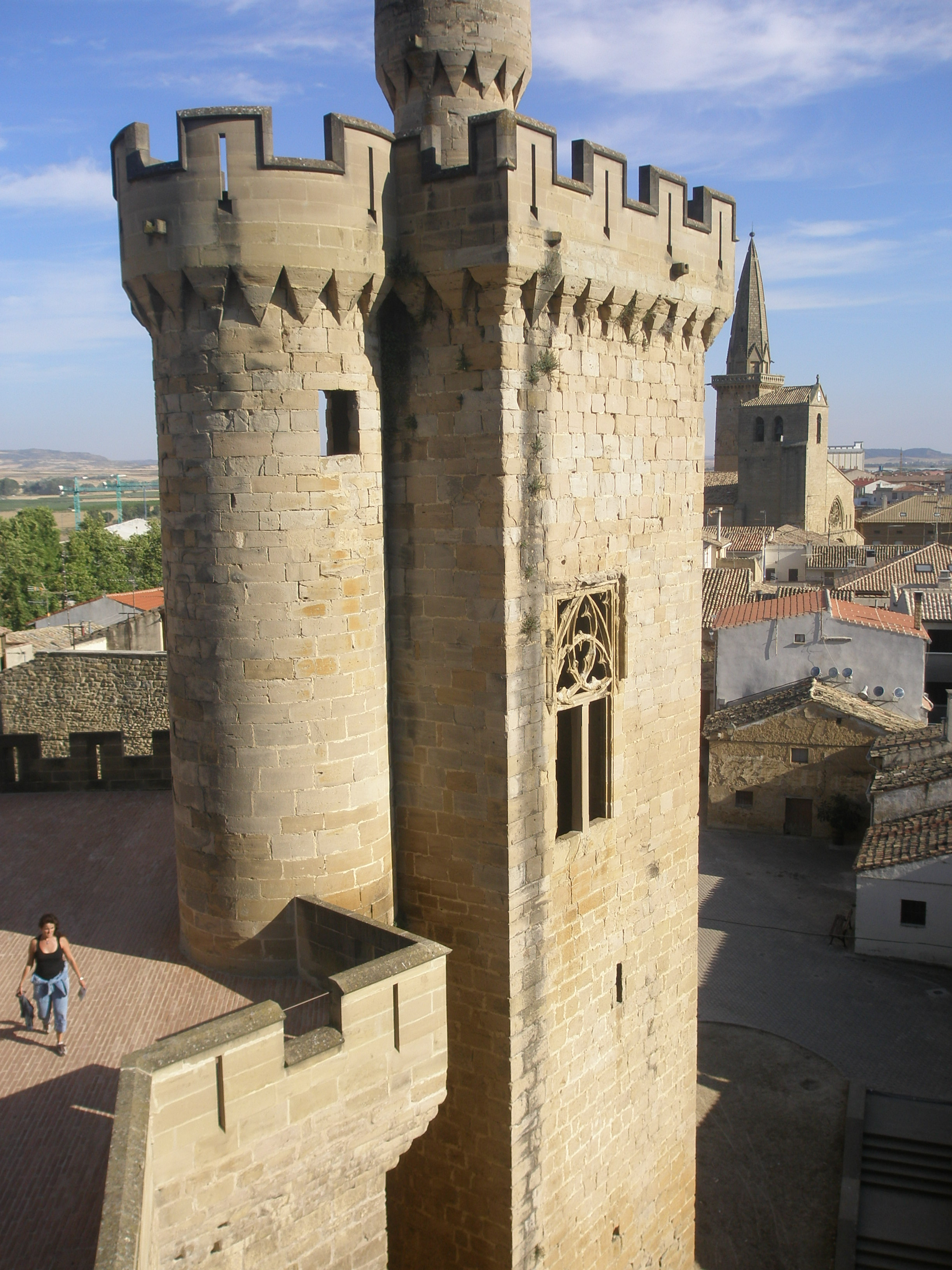
Il castello di Olite dove crebbe il principe Carlo di Viana.

Carlo fu educato nel palazzo reale (castello) di Olite, che il nonno materno, il re di Navarra, Carlo III il Nobile, aveva fatto costruire.
Il nonno Carlo III, nel 1423, lo insignì del titolo di principe di Viana, che sarebbe spettato ad ogni erede al trono di Navarra. Da un documento del 23 gennaio 1423 risulta infatti che a Carlo (al infante D. Cárlos", figlio di "el infante D. Juan de Aragon y la reina Doña Blanca) dal nonno Carlo III (Carlos…rey de Navarra duque de Nemoux) fu concesso il titolo di principe di Viana (Principe de Viana), con inclusa la proprietà dell'omonima città e del castello (nuestra villa y castillo de Viana).
La madre nel 1425, alla morte del nonno Carlo III il Nobile, divenne regina di Navarra, assieme al marito Giovanni che si autoproclamò re di Navarra, lasciando il governo del regno nelle mani del marito Giovanni.
Le cortes di Navarra confermarono Carlo erede al trono di Navarra, ma nonostante questo, suo padre Giovanni, nel 1427, cercò, invano, di far cambiare l'ordine di successione a favore dell'ultimogenita, Eleonora.
La regina Bianca e il re Giovanni furono incoronati a Pamplona il 15 maggio 1429.
Il padre nel 1438, con il fratello, Enrico, detti gli infanti d'Aragona, era tornato in Castiglia per partecipare alla ribellione dei nobili contro i conestabile di Castiglia, Álvaro de Luna e Carlo aveva assunto il governo del regno di Navarra.
Lo storico José Yanguas y Miranda riporta che nel testamento del 17 febbraio 1439, la regina Bianca tra le altre disposizioni lasciò il figlio Carlo (su hijo el principe D. Carlos) suo erede universale, chiedendogli però che, alla sua morte (di Bianca) non assumesse il titolo di re di Navarra, lasciandolo al padre Giovanni.
Il 30 settembre del 1439, a Olite, Carlo sposò Agnese di Kleve (1422-1448), figlia del primo duca di Kleve, Adolfo II conte di Kleve e IV conte di Mark, e della sua seconda moglie, Maria di Borgogna, figlia del duca di Borgogna Giovanni senza Paura. Agnese era la nipote del duca di Borgogna Filippo III il Buono (fratello della madre, Maria).
Alla morte della madre, nel 1441, Carlo divenne re di Navarra, ma in realtà non regnò mai, a causa della succitata clausola del testamento della defunta regina, (sembra che venne inserita seguendo le volontà di Carlo III il Nobile).
Perciò suo padre, invocando il testamento della moglie, usurpò il trono di Navarra al figlio, assumendo il titolo di re di Navarra come Giovanni II, lasciando al figlio il titolo di governatore.
Il padre in quel periodo pensava a risposarsi e, nel 1444, si unì in matrimonio con Giovanna Enríquez, figlia dell'ammiraglio di Castiglia, Federico Enriquez, acerrimo avversario del Connestabile di Castiglia Álvaro de Luna.
Dato che il padre continuava ad essere interessato agli affari e agli intrighi della Castiglia, Carlo continuò a governare il regno di Navarra per conto del padre Giovanni, che, dopo la sconfitta subita, nel 1445, alla prima battaglia di Olmedo, rientrò in Aragona con lo zio di Carlo, Enrico, ferito ad una mano e che morì circa un mese dopo per la gangrena.
Dopo essere rimasto vedovo Carlo si fidanzò con la principessa portoghese Caterina d'Aviz (1436-1463), figlia del re del Portogallo Edoardo e di Eleonora d'Aragona, che era in convento, e dove rientrò dopo la rottura del fidanzamento.
Álvaro de Luna, nel frattempo, cercava di riconciliarsi con la Navarra; per questo prese contatti con Carlo, che accolse favorevolmente la proposta, mentre il padre era contrario.
In poco tempo il clima si surriscaldò e, nel 1451, Carlo lasciò la Navarra, riparando in Gipuzkoa, dove trovò l'appoggio dei beamonteses, seguaci della famiglia Beaumont (trapiantata in Navarra dalla contea di Evreux), mentre gli agramonteses partigiani dell'antica casa nobiliare degli Agramont parteggiarono per Giovanni II, e in poco tempo, scoppiò la guerra civile tra Carlo e suo padre, Giovanni II, che ebbe la meglio, nella battaglia di Aibar, nel 1452, nonostante che la moglie dell'erede al trono di Castiglia, Enrico l'Impotente, Bianca, sorella e figlia dei due contendenti, avesse chiesto al suocero, il re di Castiglia Giovanni II, di aiutare il fratello Carlo.
Carlo fu catturato e messo in prigione, dove rimase dal 1453 al 1455.
Carlo fu liberato solo dopo aver promesso al padre che avrebbe rispettato le volontà testamentatrie della madre e avrebbe preteso la corona di Navarra solo alla sua morte.

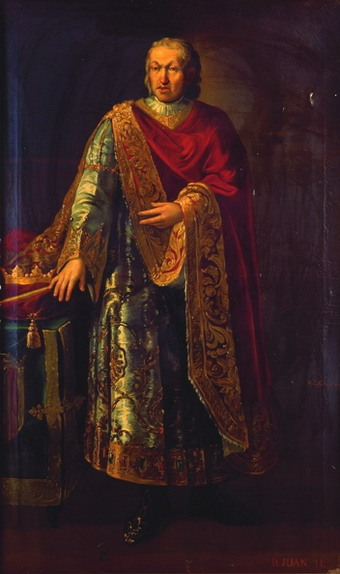
Giovanni II di Aragona contrastò per tutta la vita l'ascesa di Carlo alla corona di Navarra.

Quando Carlo fu liberato si recò in Italia, presso lo zio, il re della corona d'Aragona e di Napoli Alfonso V, dove trovò appoggio; inoltre Carlo trovò sostegno anche da parte del papa Callisto III, eletto l'8 aprile 1455; entrambi favorevoli ad una regolare successione sul trono di Navarra.
Giovanni, nel frattempo, in accordo con il genero, Gastone IV di Foix, marito della figlia prediletta, Eleonora, aveva iniziato i preparativi per lasciare a quest'ultima il regno.
Purtroppo per Carlo, nel 1458, lo zio Alfonso contrasse la malaria e a giugno morì, mentre il papa ottantenne lo seguì nella tomba in agosto.
Alla morte dello zio, Carlo che si trovava a Roma si recò immediatamente a Napoli, dove aveva parecchi sostenitori, tra gli ufficiali, i mercenari catalani e i baroni scontenti, ma il cugino Ferrante I, figlio illegittimo di Alfonso V ed erede del regno di Napoli, non gli diede alcun aiuto.
Carlo, accompagnato da un buon numero di Catalani, abbandonò la penisola e si recò in Sicilia, che faceva parte della corona d'Aragona, che era stata ereditata da suo padre Giovanni. Molti Siciliani, memori della regina di Sicilia, Bianca, sua madre, lo avrebbero visto di buon occhio sul trono di Sicilia, gli offrirono il trono, in quanto erede di Giovanni II (Carlo aveva ricevuto il titolo di principe di Gerona, cioè erede del trono della corona d'Aragona).
Carlo rifiutò e, preferendo mantenere un buon rapporto con il padre, tornò nel regno d'Aragona.
Rientrato in Navarra, sul finire del 1459, Carlo intavolò trattative per unirsi in matrimonio con la sorellastra del re di Castiglia Enrico l'Impotente, Isabella di Castiglia, di nove anni; ma il padre e soprattutto la matrigna Giovanna Enríquez si opposero perché nelle loro intenzioni Isabella avrebbe dovuto sposare il loro figlio Ferdinando, di sette anni.
La controversia portò nuovamente la tensione ad alti livelli con suo padre, tanto che il re Giovanni ordinò che Carlo venisse arrestato, a Lleida il 2 dicembre del 1460. In seguito fu imprigionato ad Aitona e poi a Morella.
Le cortes catalane si riunirono il 25 febbraio del 1461 e decretarono che il re dovesse liberare il figlio, cosa che avvenne immediatamente e imposero al re il concordato di Villafranca, del 21 giugno 1461, in cui Carlo risultava essere il re legittimo di Navarra e il luogotenente della Catalogna ed erede della corona d'Aragona.
Carlo però morì circa tre mesi dopo avere ottenuto ciò che gli spettava, il 23 settembre di quello stesso anno (ben prima del padre Giovanni II d'Aragona) per cui non riuscì mai a essere incoronato re di Navarra.
La sua morte fu causata, forse, da tubercolosi, però vi furono voci che attribuirono la morte ad avvelenamento, da addebitare alla regina Giovanna, che, nel frattempo, era stata nominata luogotenente della Catalogna. Le cortes allora si riunirono e notificarono a Giovanni ed alla regina di non mettere piede in Catalogna senza il loro permesso. Da ciò si riaccese la guerra in Catalogna e Aragona, che si ribellarono ai sovrani e diedero inizio alla guerra civile catalana, che durò una decina d'anni.

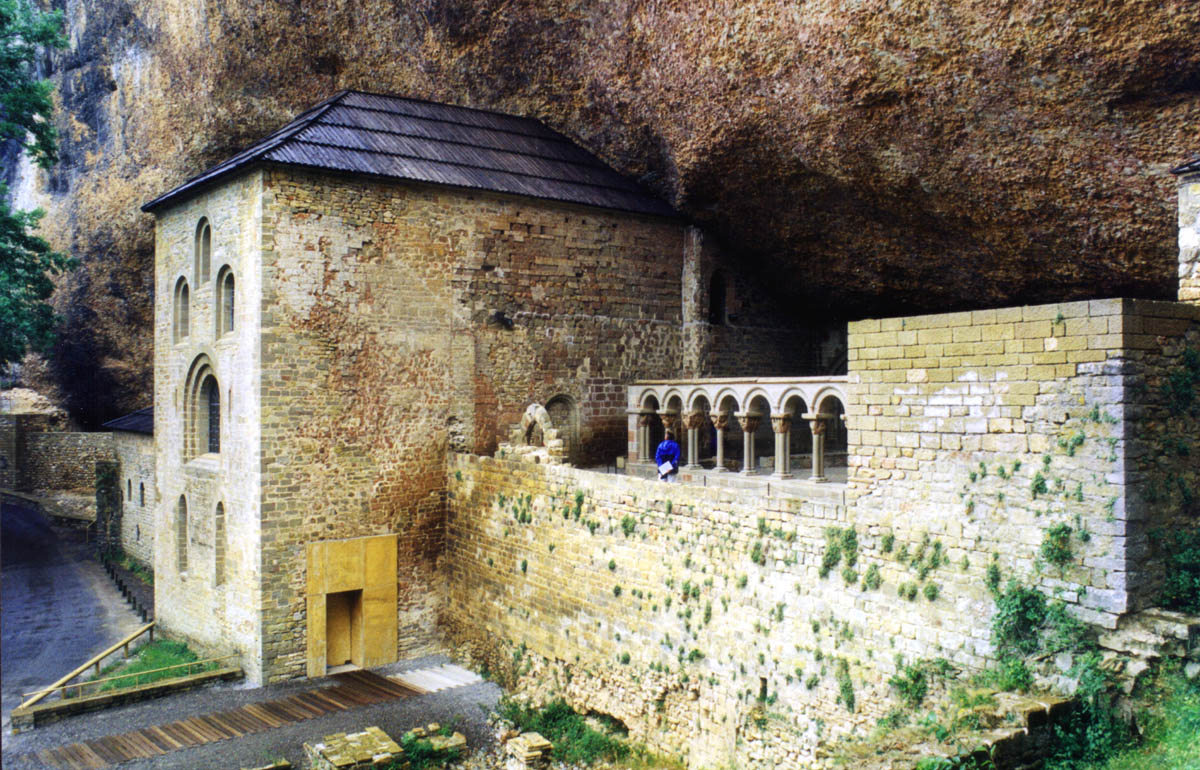
Giovanni Alfonso, figlio illegittimo di Carlo, fu abate del monastero di San Juan de la Peña, a sud-ovest di Jaca, Huesca.

Sul trono navarrese avrebbe dovuto succedere a Carlo la sorella Bianca, che però venne imprigionata e morì tre anni dopo. Quindi, alla morte del padre, salì al trono navarrese Eleonora, sorella di Carlo, che portò in dote la Navarra alla Casata di Foix.

## Discendenza[2][3][10]
Carlo da Agnese non ebbe alcun figlio.
Carlo, da diverse amanti, ebbe tre figli: da Maria de Armendariz:
- Anna di Navarra (?-dopo il 1477, anno in cui fu legittimata), che, nel 1471, sposò Luigi de la Cerda, duca de Medinaceli. Nel 1457 il padre, per il matrimonio della madre con il segretario di Carlo, Francesco Barbastro le lasciò le proprietà di Pueyo e Berbinzana, incluso il castello di Pueyo

da Brianda Vaca:
- Filippo di Navarra (1456-1488), conte di Beaufort e arcivescovo di Palermo, che morì alla battaglia di Baeza

da Margherita Cappa:
- Giovanni Alfonso di Navarra (1459-1526), abate del monastero di San Juan de la Peña, a sud-ovest di Jaca (Huesca) e poi vescovo di Huesca, che ebbe un figlio illegittimo:
  - Carlo d'Aragona, dal 1523 cavaliere dell'ordine di Santiago.

## Ascendenza
|                         |                     |                        | Genitori                       |  |  | Nonni |  |  | Bisnonni                |  |  | Trisnonni              |  |
|                         |                     |                        |                                |  |  |       |  |  | Giovanni I di Castiglia |  |  | Enrico II di Castiglia |  |
|                         |                     |                        |                                |  |  |       |  |  | Giovanni I di Castiglia |  |  | Enrico II di Castiglia |  |
|                         |                     | Giovanna Manuele       |                                |  |  |       |  |  | Giovanni I di Castiglia |  |  |                        |  |
| Ferdinando I d'Aragona  |                     |                        |                                |  |  |       |  |  | Giovanni I di Castiglia |  |  |                        |  |
|                         |                     | Leonor d'Aragona       | Pietro IV di Aragona           |  |  |       |  |  |                         |  |  |                        |  |
|                         |                     | Leonor d'Aragona       | Pietro IV di Aragona           |  |  |       |  |  |                         |  |  |                        |  |
|                         |                     | Leonor d'Aragona       | Eleonora di Sicilia            |  |  |       |  |  |                         |  |  |                        |  |
| Giovanni II d'Aragona   |                     | Leonor d'Aragona       |                                |  |  |       |  |  |                         |  |  |                        |  |
|                         |                     | Sancho d'Alburquerque  | Alfonso XI di Castiglia        |  |  |       |  |  |                         |  |  |                        |  |
|                         |                     | Sancho d'Alburquerque  | Alfonso XI di Castiglia        |  |  |       |  |  |                         |  |  |                        |  |
|                         |                     | Sancho d'Alburquerque  | Eleonora di Guzmán             |  |  |       |  |  |                         |  |  |                        |  |
| Eleonora d'Alburquerque |                     | Sancho d'Alburquerque  |                                |  |  |       |  |  |                         |  |  |                        |  |
|                         |                     | Beatriz del Portogallo | Pietro I del Portogallo        |  |  |       |  |  |                         |  |  |                        |  |
|                         |                     | Beatriz del Portogallo | Pietro I del Portogallo        |  |  |       |  |  |                         |  |  |                        |  |
|                         |                     | Beatriz del Portogallo | Inés de Castro                 |  |  |       |  |  |                         |  |  |                        |  |
| Carlo di Viana          |                     | Beatriz del Portogallo |                                |  |  |       |  |  |                         |  |  |                        |  |
|                         | Carlo II di Navarra | Filippo III di Navarra |                                |  |  |       |  |  |                         |  |  |                        |  |
|                         | Carlo II di Navarra | Filippo III di Navarra |                                |  |  |       |  |  |                         |  |  |                        |  |
|                         | Carlo II di Navarra | Giovanna II di Navarra |                                |  |  |       |  |  |                         |  |  |                        |  |
| Carlo III di Navarra    | Carlo II di Navarra |                        |                                |  |  |       |  |  |                         |  |  |                        |  |
|                         |                     | Giovanna di Valois     | Giovanni II di Francia         |  |  |       |  |  |                         |  |  |                        |  |
|                         |                     | Giovanna di Valois     | Giovanni II di Francia         |  |  |       |  |  |                         |  |  |                        |  |
|                         |                     | Giovanna di Valois     | Bona di Lussemburgo            |  |  |       |  |  |                         |  |  |                        |  |
| Bianca di Navarra       |                     | Giovanna di Valois     |                                |  |  |       |  |  |                         |  |  |                        |  |
|                         |                     | Enrico II di Castiglia | Alfonso XI di Castiglia        |  |  |       |  |  |                         |  |  |                        |  |
|                         |                     | Enrico II di Castiglia | Alfonso XI di Castiglia        |  |  |       |  |  |                         |  |  |                        |  |
|                         |                     | Enrico II di Castiglia | Eleonora di Guzmán             |  |  |       |  |  |                         |  |  |                        |  |
| Eleonora di Castiglia   |                     | Enrico II di Castiglia |                                |  |  |       |  |  |                         |  |  |                        |  |
|                         |                     | Giovanna Manuele       | Giovanni Emanuele di Castiglia |  |  |       |  |  |                         |  |  |                        |  |
|                         |                     | Giovanna Manuele       | Giovanni Emanuele di Castiglia |  |  |       |  |  |                         |  |  |                        |  |
|                         |                     | Giovanna Manuele       | Bianca de La Cerda y Lara      |  |  |       |  |  |                         |  |  |                        |  |
|                         |                     | Giovanna Manuele       |                                |  |  |       |  |  |                         |  |  |                        |  |